# بحيرة باو
بحيرة باو هي بحيرة طبيعية تقع في بلدية باو بمقاطعة كامارينس سور، في منطقة بيكول في الفلبين، تُعتبر من المعالم السياحية المهمة في المنطقة، حيث يقصدها الزوار لممارسة الصيد وركوب القوارب والتمتع بالمناظر الطبيعية الخلابة المحيطة بها.

تتميز البحيرة بمياهها الهادئة وجمال البيئة المحيطة بها، كما توفر فرصة رائعة للتنزه والتصوير ومراقبة الطيور، مما يجعلها وجهة مناسبة لمحبي الطبيعة والاستجمام.